# Bohdan Buca
Bohdan Emanojiłowycz Buca, ukr. Богдан Еманоїлович Буца (ur. 18 października 1960 w Wojutyczach) – ukraiński polityk, przedsiębiorca, w latach 2005–2006 minister.

## Życiorys
Z wykształcenia inżynier elektronik, absolwent lwowskiego instytutu politechnicznego (1982). Do początku lat. 90. pracował jako inżynier, następnie w biznesie i administracji regionalnej. W latach 1997–1998 był pierwszym zastępcą przewodniczącego państwowego komitetu ds. rozwoju przedsiębiorczości, później przez rok zajmował stanowisko zastępcy gubernatora obwodu lwowskiego.
Od lipca do września 2005 pełnił funkcję deputowanego do Rady Najwyższej z ramienia Bloku Nasza Ukraina. W rządzie Jurija Jechanurowa od 2005 do 2006 zajmował stanowisko ministra bez teki i sekretarza gabinetu.
Od 2006 do 2007 pracował jako doradca prezydenta Wiktora Juszczenki. W latach 2008–2010 był wiceministrem obrony. Ponownie sprawował ten urząd w 2014.